# Holiday Park

Holiday Park är en nöjespark i Haßloch, Tyskland. Parken är en av de mer populära i Tyskland, med över en miljon besökare per år. Parken öppnade 1971.

## Åkattraktioner

### Berg- och dalbanor
- Super Wirbel - 1979-2013
- Expedition GeForce - 2001